# Sain-Bel
Sain-Bel – miejscowość i gmina we Francji, w regionie Owernia-Rodan-Alpy, w departamencie Rodan.
Według danych na rok 1990 gminę zamieszkiwały 1892 osoby, a gęstość zaludnienia wynosiła 514 osób/km² (wśród 2880 gmin regionu Rodan-Alpy Sain-Bel plasuje się na 459. miejscu pod względem liczby ludności, natomiast pod względem powierzchni na miejscu 1608.).